# Левидова, Инна Михайловна
Инна Михайловна Левидова (1916, Петроград — 1988, Москва) — советский литературовед, критик, библиограф, переводчик. 

## Биография
Дочь писателя Михаила Юльевича Левидова и юриста Софии Александровны Эльяшевой (1887 — после 1951). Родители расстались, когда она была ребёнком, и в 1920 году мать вторично вышла замуж за полярного исследователя Георгия Давидовича Красинского (1890—1955), члена Бунда, в это время сотрудника Центросоюзa, в 1921 году начальника снабжения Политуправления РВС Республики. В 1923 году семья переехала в Москву, где родился её младший брат Гайриан Красинский (1923—1945, погиб на фронте).
На протяжении многих лет — главный библиограф Всесоюзной библиотеки иностранной литературы. Наиболее известна как основоположник русской библиографии Шекспира: фундаментальный труд «Шекспир: Библиография русских переводов и критической литературы на русском языке, 1748—1962» (1964) и дополнительный том «Библиографический указатель русских переводов и критической литературы на русском языке, 1963—1975» (1978). Аналогичные, хотя и гораздо более скромные по масштабу, библиографические труды Левидовой посвящены Вальтеру Скотту, Герберту Уэллсу, Говарду Фасту, Джону Голсуорси и другим английским писателям.
С предисловиями Левидовой выходили в СССР книги О. Генри, Томаса Вулфа и др. Творчеству О. Генри посвящена книга Левидовой «О. Генри и его новелла» (1973, расширенное издание 2012).
Опубликовала ряд переводов прозы, поэзии, эссеистики с английского языка, в том числе в антологии «Английская поэзия в русских переводах. XX век» (1984).
Урна с прахом захоронена в колумбарии Донского кладбища.

## Семья
Муж — Александр Григорьевич Соколинский (1913, Рига — ?), главный режиссёр Всесоюзного радио, участник Великой Отечественной войны, инженер-капитан, автор монографии «Магниевые ультразвукoвые линии задержки» (М.: Советское радио, 1966). Сын — Эйген Соколинский (род. 1936).